# José Carlos Pace
 (juin 2025).
Si vous disposez d'ouvrages ou d'articles de référence ou si vous connaissez des sites web de qualité traitant du thème abordé ici, merci de compléter l'article en donnant les références utiles à sa vérifiabilité et en les liant à la section « Notes et références ».
Pour les articles homonymes, voir Pace.
José Carlos Pace, né le 6 octobre 1944 à São Paulo et mort le 18 mars 1977 près de São Paulo, est un pilote automobile brésilien. Présent en Formule 1 de 1972 à 1977, il a trouvé la mort dans un accident d'avion. Il a remporté sa seule victoire lors du Grand Prix du Brésil 1975 au volant d'une Brabham, sur le Circuit d'Interlagos qui depuis 1985, porte son nom. 

## Biographie

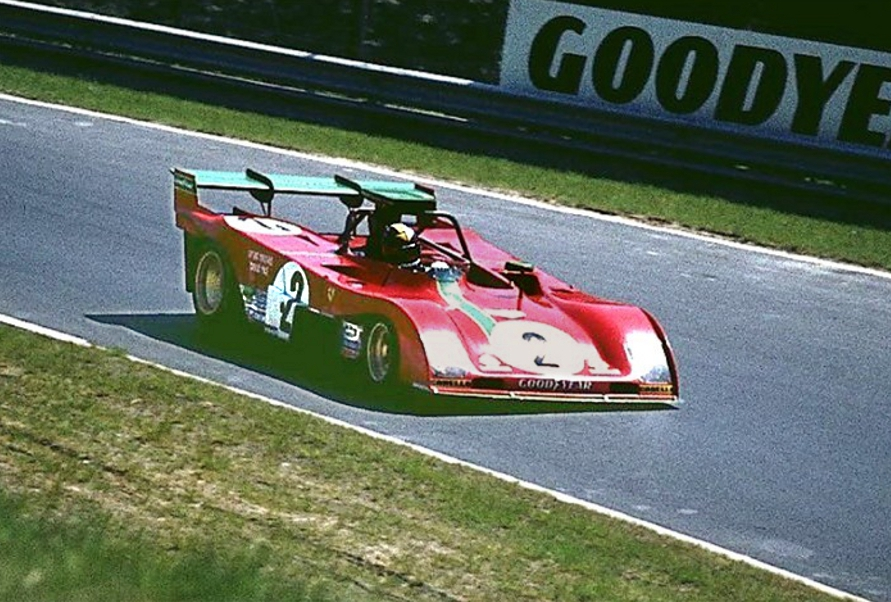
Carlos Pace sur Ferrari au Nürburgring en 1973

José Carlos Pace a commencé la course automobile en disputant des épreuves du championnat brésilien de tourisme en 1963. Dans la seconde moitié des années 1960, il fut champion du Brésil (de 1967 à 1969), malgré la présence dans le championnat de rivaux du calibre de Wilson et Emerson Fittipaldi.
En 1970, il vient en Europe et dispute le championnat britannique de Formule 3. Il ne parvient pas à succéder à son compatriote Emerson Fittipaldi, champion l'année précédente, et termine vice-champion, devancé par le Britannique Dave Walker.
En 1971, il remporte le Grand Prix d'Imola de Formule 2 sur le circuit d'Imola, qui n'accueille pas encore les courses de Formule 1 du Grand Prix de Saint-Marin.
Pour la saison 1972, José Carlos Pace est recruté par l'écurie Williams, qui engage des March dans le championnat de Formule 1. Il commence sa carrière le 4 mars 1972, au volant d'une March, lors du GP d'Afrique du Sud, qu'il ne termine pas, contraint à l'abandon à six tours de l'arrivée, à la suite d'un accrochage avec la Surtees du rhodésien John Love.
Au cours de sa brève carrière, José Carlos Pace a participé à 73 Grands Prix pour le compte des écuries Williams (March), Surtees et Brabham. Il eut notamment pour coéquipiers Henri Pescarolo, John Surtees, Jochen Mass, John Watson et Carlos Reutemann.

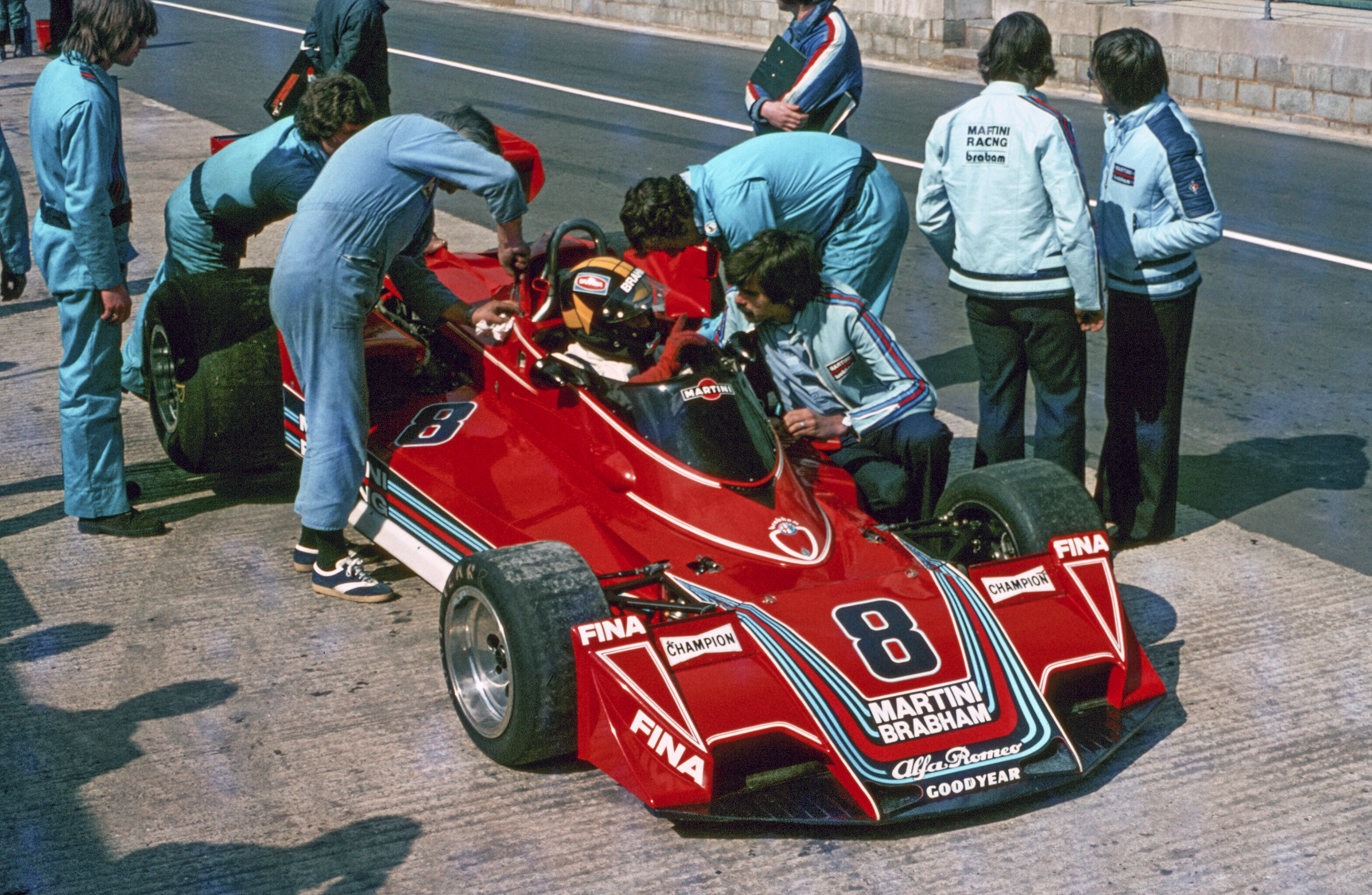
Pace lors du Grand Prix de Grande-Bretagne 1976.

Il a gagné une course, le 26 janvier 1975, lors du Grand Prix du Brésil, disputé sur le circuit d'Interlagos, au volant d'une Brabham. Il est monté à six reprises sur le podium et a inscrit un total de 58 points au classement du championnat du monde. Il a également réalisé une pole position, le 1er mars 1975, lors du Grand Prix d'Afrique du Sud, disputé sur le Circuit de Kyalami près de Johannesburg.
José Carlos Pace est mort dans un accident d'avion en 1977. Le circuit d'Interlagos qui accueille le Grand Prix du Brésil de Formule 1 porte, depuis 1985, son nom : Autodromo José Carlos Pace.

## Résultats en championnat du monde de Formule 1
| Saison | Écurie                                                                                    | Châssis                | Moteur                  | Pneus              | GP disputés | Victoires | Pole positions | Meilleurs tours | Points inscrits | Classement |
| ------ | ----------------------------------------------------------------------------------------- | ---------------------- | ----------------------- | ------------------ | ----------- | --------- | -------------- | --------------- | --------------- | ---------- |
| 1971   | Team Williams Motul                                                                       | March 701              | Ford V8                 | Firestone          | 0           | 0         | 0              | 0               | 0               | Nc.        |
| 1972   | Team Williams Motul                                                                       | March 711              | Ford V8                 | Goodyear           | 11          | 0         | 0              | 0               | 3               | 18e        |
| 1973   | Brooke Bond Oxo Team Surtees                                                              | TS14A                  | Ford V8                 | Firestone          | 15          | 0         | 0              | 2               | 7               | 11e        |
| 1974   | Bang & Olufsen Team Surtees John Goldie Racing with Hexagon Motor Racing Developments Ltd | TS16 Brabham BT42 BT44 | Ford V8 Ford V8 Ford V8 | Firestone Goodyear | 13          | 0         | 0              | 2               | 11              | 12e        |
| 1975   | Martini Racing                                                                            | BT44B                  | Ford V8                 | Goodyear           | 14          | 1         | 1              | 1               | 24              | 6e         |
| 1976   | Martini Racing                                                                            | BT45                   | Alfa Romeo Flat-12      | Goodyear           | 16          | 0         | 0              | 0               | 7               | 14e        |
| 1977   | Martini Racing                                                                            | BT45 BT45B             | Alfa Romeo Flat-12      | Goodyear           | 3           | 0         | 0              | 0               | 6               | 15e        |

## Victoire en championnat du monde de Formule 1
| no | Année | Manche | Date            | Grand Prix | Circuit    | Position départ | Écurie       | Voiture | Résumé |
| -- | ----- | ------ | --------------- | ---------- | ---------- | --------------- | ------------ | ------- | ------ |
| 1  | 1975  | 02/14  | 26 janvier 1975 | Brésil     | Interlagos | 6e              | Brabham-Ford | BT44B   | Résumé |

## Résultats aux 24 heures du Mans
| Année | Châssis        | Écurie            | Coéquipier      | Résultat |
| ----- | -------------- | ----------------- | --------------- | -------- |
| 1973  | Ferrari 312 PB | Sefac Ferrari SpA | Arturo Merzario | 2e       |